# Верх-Боровлянка
Верх-Боровля́нка — посёлок в Ребрихинском районе Алтайского края. Входило в состав Яснополянского сельсовета, с 2019 года в составе Ребрихинского сельсовета.

## История
В конце XIX-начале XX вв. на месте современного посёлка, соседнего села Ясная Поляна и ныне нежилых поселений Благовещенский, Краснополье и Никольск располагались земельные угодья крестьян из соседнего села Усть-Мосиха. Трудности, связанные с постоянными разъездами, транспортировкой сельхозпродукции и контролем за хозяйствами вынудили их владельцев перейти от сезонного проживания на заимках к круглогодичному.
Как населённый пункт Верх-Боровлянка возникла в 1921 г. В 1926 г. ей был присвоен статус посёлка сельского типа на территории Яснополянского сельсовета Куликовского района. По переписи того же года в посёлке насчитывалось 509 человек населения (232 мужчины и 277 женщин), 94 хозяйства и школа 1-й ступени.

### Этимология
Верх-Боровлянка получила название от верховья реки Боровлянки, находящегося в окрестностях посёлка.

## Физико-географическая характеристика

### Географическое положение
Верх-Боровлянка расположена в лесостепной зоне Приобского плато в 127 км к западу от Барнаула и в 17 км к северо-западу от Ребрихи. Находится на севере Ребрихинского района, между Кучук-Кулундинским и Касмалинским ленточными борами. Средняя высота над уровнем моря 250 м (наибольший показатель района). Почвы представлены южными чернозёмами. Лесистость ниже средней. В окрестных рощах произрастают берёза повислая, тополь белый, осина, клён татарский, акация, черёмуха, калина, рябина; в последние годы возрастает популяция хвойных видов.
На территории посёлка расположено несколько заболоченных оврагов, наполняемых талой водой в период весеннего снеготаяния. В километре от центра Верх-Боровлянки находится пруд длиной 800 и шириной 150 м. У подножия плотины располагается источник, дающий начало реке Боровлянка. В 700 м к юго-востоку находится так называемый Новый пруд, ныне обмелевший.

### Климат
Для местности характерна умеренно-суровая зима и тёплое лето. Согласно классификации Кёппена, посёлок находится в зоне влажного континентального климата (Dfb). Среднегодовая температура воздуха +1,9 °C. Среднегодовое количество осадков составляет 460 мм, треть которых выпадает в летний период (июнь—август).
| Показатель                    | Янв.  | Фев. | Март  | Апр. | Май  | Июнь | Июль | Авг. | Сен. | Окт. | Нояб. | Дек.  | Год  |
| ----------------------------- | ----- | ---- | ----- | ---- | ---- | ---- | ---- | ---- | ---- | ---- | ----- | ----- | ---- |
| Средний суточный максимум, °C | −11,3 | −9,8 | −2,6  | 8,8  | 18,8 | 24,4 | 26,3 | 23,5 | 17,9 | 7,5  | −3    | −9,4  | 7,6  |
| Средний суточный минимум, °C  | −21,2 | −21  | −13,9 | −2,4 | 5,1  | 11   | 13,3 | 10,7 | 5,1  | −1,7 | −11,4 | −18,6 | −3,8 |
| Норма осадков, мм             | 26    | 21   | 19    | 30   | 45   | 47   | 65   | 47   | 40   | 41   | 38    | 37    | 456  |
| Источник: chinci.com          |       |      |       |      |      |      |      |      |      |      |       |       |      |

## Население
| 1926 | 1997 | 1998 | 1999 | 2000 | 2001 | 2002 |
| ---- | ---- | ---- | ---- | ---- | ---- | ---- |
| 509  | ↘293 | ↗309 | ↗312 | ↗315 | ↘305 | ↘286 |
| 2003 | 2004 | 2005 | 2006 | 2007 | 2008 | 2009 |
| ↘270 | ↘266 | ↘255 | ↘244 | ↘238 | ↘229 | ↗238 |
| 2010 | 2011 | 2012 | 2013 |      |      |      |
| ↘212 | →212 | ↘207 | ↘194 |      |      |      |

Численности населения посёлка присуща отрицательная динамика. За период 2000—2013 гг. число жителей Верх-Боровлянки сократилось на 40 %.

## Экономика
В посёлке располагаются корпуса ООО «Верх-Боровлянское», специализирующегося на разведении крупного рогатого скота; на 2013 г. запланировано строительство коровника на 200 голов. Расположенный в полукилометре к югу пруд используется для водопоя животных и рыборазведения; в тёплый период водоём привлекает множество отдыхающих. Неподалёку находится освящённый источник — Святой ключ, активно используемый для забора питьевой воды жителями района.

## Социальная сфера
В посёлке действует почтовое отделение, фельдшерско-акушерский пункт, клуб и два магазина.